# Pinart (entreprise)
Pour les articles homonymes, voir Pinart.
Ernest Pinart était un fabricant belge de voiturettes et de voitures légères. Le nom de la marque était Pinart.

## Historique de la société
La société, basée  au no 74-76 de la rue des Coteaux à Schaerbeek a commencé la production d'automobiles en 1901. 
En février 1902 il exposa des moteurs à l'exposition automobile de Londres au Crystal Palace.
En 1902 la production a pris fin.

## Véhicules
Les modèles 6 CV et 9 CV étaient équipés de deux cylindres tandis que le 12 CV avait un moteur à quatre cylindres. 
Les véhicules avaient une boîte de vitesses à trois vitesses et une transmission par chaîne.